# Serena Williams
Serena Jameka Williams (Saginaw, 26 september 1981) is een voormalig professioneel tennisspeelster uit de Verenigde Staten. Zij is de jongere zus van Venus Williams.
Williams is veelvoudig grandslamwinnares en heeft alle grandslamtoernooien in het enkelspel minimaal drie keer gewonnen. Zij veroverde in totaal 23 grandslamtitels in het enkelspel (het Australian Open zeven keer, Roland Garros driemaal, Wimbledon zeven keer en het US Open zesmaal): een record in het open tijdperk. Ondanks dit record heeft zij geen grand slam gehaald: het winnen van alle vier grandslamtoernooien in één kalenderjaar. Wel heeft zij tweemaal alle vier grandslamtoernooien opeenvolgend gewonnen, maar verdeeld over twee kalenderjaren. Williams heeft dit een "Serena slam" genoemd. In het vrouwendubbelspel won zij 14 grandslamtitels (allemaal samen met haar zus) en in het gemengd dubbelspel pakte zij er twee (samen met de Wit-Rus Maks Mirni). Daarnaast won zij vijfmaal de WTA Tour Championships, alsmede goud in het enkelspel op de Olympische Spelen 2012 in Londen. In het vrouwendubbelspel won zij samen met haar zus olympisch goud in 2000, 2008 en in 2012. Zij maakte tevens deel uit van het team dat de Verenigde Staten de Fed Cup bezorgde in 1999 en zij won tweemaal de Hopman Cup, eenmaal aan de zijde van James Blake en eenmaal samen met Mardy Fish.
Williams heeft anno 2023 in 98 enkelspelfinales gestaan, waarin zij 73 keer aan het langste eind trok. In het vrouwendubbelspel reikte zij tot 25 finales, waarvan er twee verloren gingen.

## Carrière

### 1998
In 1998 speelde Serena op alle grandslamtoernooien, en behaalde op Roland Garros haar beste resultaat: namelijk de vierde ronde. In het vrouwendubbelspel bereikte zij de derde ronde van het Australian Open en de eerste ronde van Wimbledon. In het gemengd dubbelspel won zij samen met de Wit-Rus Maks Mirni Wimbledon en het US Open.

### 1999
In 1999 speelde Serena op drie grandslamtoernooien. Op het Australian Open en op Roland Garros werd zij telkens uitgeschakeld in de derde ronde. Op het US Open won de als zevende geplaatste Serena het toernooi voor de eerste keer door in de finale de als eerste geplaatste Zwitserse Martina Hingis met 6-3 en 7-6 te verslaan.

### 2000
Aan het begin van het jaar 2000 verloor Serena in de vierde ronde van het Australian Open van de Russin Jelena Lichovtseva met tweemaal 6-3. Zij deed niet mee aan Roland Garros, maar op Wimbledon wist zij wel de halve finale te bereiken. Daarin verloor zij van haar zus en latere winnares, Venus, met 6-3 en 7-6. Serena en Venus behaalden later samen goud tijdens de Olympische Zomerspelen van Sydney door in de finale van het Nederlandse duo Miriam Oremans en Kristie Boogert te winnen. Op het US Open kwam Williams niet verder dan de kwartfinale: haar landgenote Lindsay Davenport versloeg haar met 6-4 en 6-2.

### 2001
In 2001 bereikte Serena op zowel het Australian Open als Roland Garros de kwartfinale. Dat waren tot dat moment haar beste resultaten op die grandslamtoernooien. Ook op Wimbledon bereikte zij de kwartfinale, maar daar had zij een jaar eerder al de halve finale bereikt. Verder wist zij ook de finale van het US Open te bereiken, maar zij verloor daarin van haar zus Venus met 6-4 en 6-2. Aan het einde van het tennisseizoen won Serena het officieuze wereldkampioenschap door in de finale van de WTA Tour Championships in München van Lindsay Davenport te winnen: Davenport gaf namelijk forfait vanwege een blessure.

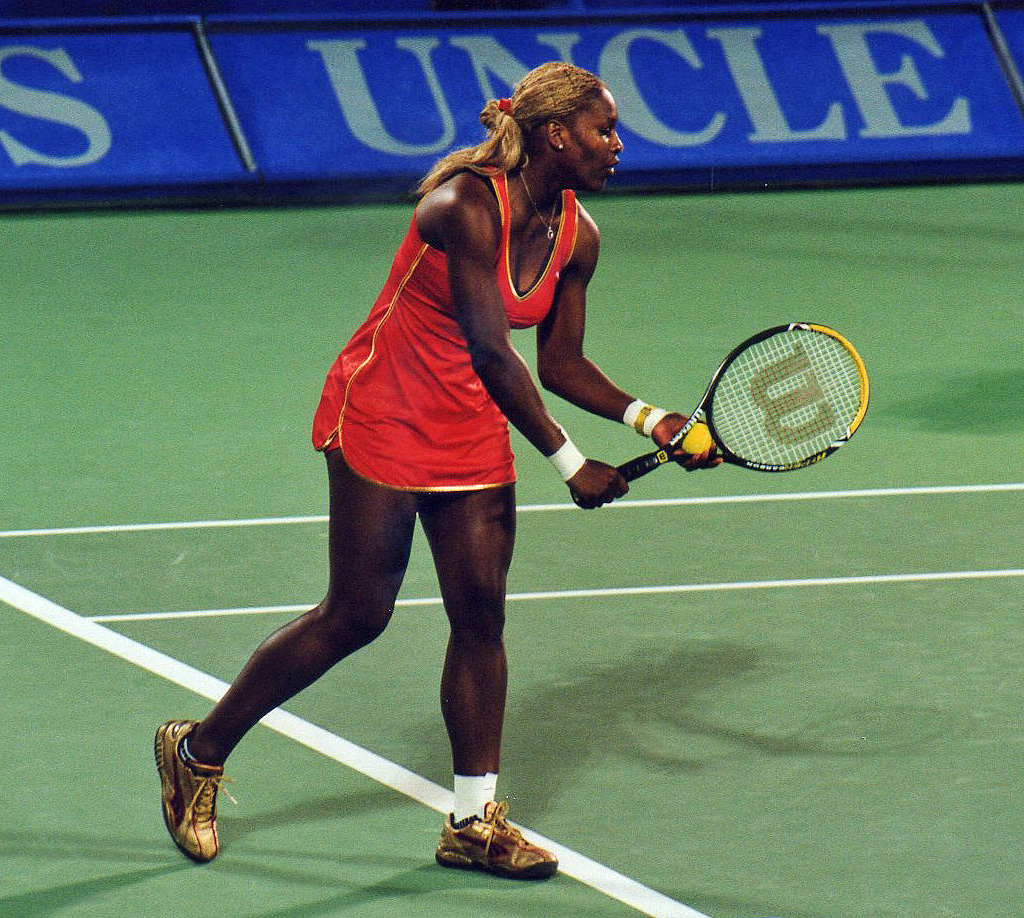
Williams in 2002 tijdens de kwartfinale van het WTA-toernooi van Sydney

### 2002
In 2002 werd zij de dertiende vrouw in de professionele tennisgeschiedenis (sinds 1968) die drie grandslamtoernooien in één kalenderjaar op haar naam schreef. Zij won Roland Garros, Wimbledon en het US Open door telkens haar zus in de finale te verslaan. In de finale van de WTA Tour Championships verloor zij echter van de Belgische Kim Clijsters met 7-5 en 6-3.

### 2003
Zij werd – toen zij de titel op het Australian Open pakte – aan het begin van 2003 de negende vrouw in de tennisgeschiedenis die alle grandslamtoernooien minstens eenmaal gewonnen had. Ook werd zij de derde vrouw die achtereenvolgens vier grandslamtoernooien (alleen niet in hetzelfde jaar) won. Degenen die haar daarin voorgingen waren: Martina Navrátilová (1983-1984) en Steffi Graf (1993-1994). In dat jaar wist zij ook nog Wimbledon te winnen. Op Roland Garros strandde zij in de halve finale tegen de latere winnares, Justine Henin, en op het US Open speelde Serena niet.

### 2004
In januari 2004 verscheen Serena niet op het Australian Open om haar titel te verdedigen. Wel bereikte zij dat jaar één finale in een grandslamtoernooi, namelijk dat van Wimbledon, maar zij verloor daarin van de toen slechts zeventienjarige Russin Maria Sjarapova, en dit met duidelijke cijfers: 1-6, 4-6. In het enkelspel won zij het toernooi van Miami, waardoor zij de eerste speelster werd sinds Steffi Graf die dat toernooi drie keer achtereenvolgens op haar naam wist te schrijven. Daarnaast won zij ook het toernooi in Peking, haar eerste titel in China. Serena bereikte eveneens de finale op de WTA Tour Championships, maar verloor die – net zoals op Wimbledon – van Sjarapova, ditmaal in drie sets: 6-4, 2-6 en 4-6. Opnieuw zag Williams een grote titel aan haar neus voorbijgaan, na Wimbledon.

### 2005
In 2005 won zij haar zevende grandslamtoernooi: zij deed dat op het Australian Open. Het was haar tweede Australian Open-titel. In de finale versloeg zij haar landgenote en toenmalig nummer een van de wereld Lindsay Davenport in drie sets: met 2-6, 6-3 en 6-0. Op Roland Garros was zij afwezig en op Wimbledon en het US Open wist zij niet te imponeren: zij strandde in respectievelijk de derde en de vierde ronde. Dat jaar wist zij zich ook niet te kwalificeren voor de WTA Tour Championships.

### 2007
Na 2006, een jaar van blessures en andere bezigheden, begon Serena 2007 onverwacht succesvol. Zij won namelijk de finale van het Australian Open met overmacht van Maria Sjarapova: 6-1 6-2.

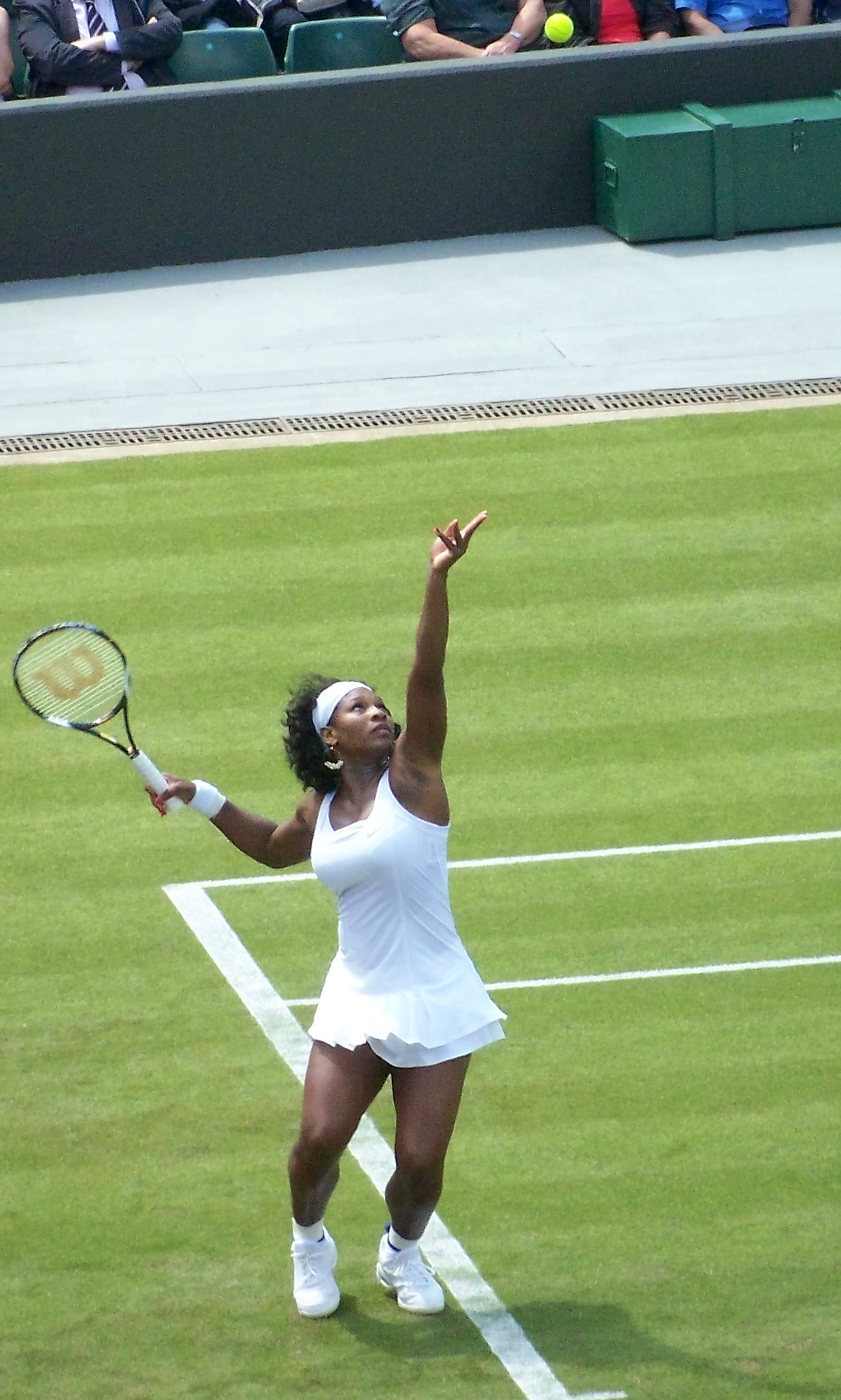
Williams tijdens de eerste ronde van Wimbledon in 2008

### 2008
Williams startte 2008 met haar aandeel in het team van de Verenigde Staten dat voor de vijfde maal de Hopman Cup in Perth won. Op het Australian Open verloor zij als titelverdedigster in de kwartfinale van de als derde geplaatste Servische Jelena Janković. In maart begon het weer te lopen en won zij de toernooien van Bangalore en Miami – vooral dat laatste toernooi was sterk bezet. Een maand later won zij op gravel het toernooi van Charleston en zij leek dan ook klaar te zijn voor Roland Garros. In Parijs werd zij in de derde ronde uitgeschakeld door de Sloveense Katarina Srebotnik. Tijdens het grandslamtoernooi van Wimbledon stootte zij door naar de finale. Daarin stuitte zij opnieuw op haar zus Venus. De zesde Sister Act werd met 7-5 en 6-4 gewonnen door laatstgenoemde. De teleurgestelde Serena won later op de avond nog wel samen met haar zus opnieuw de dubbelfinale van Wimbledon en zij beëindigde het seizoen door haar derde US Open te winnen. Zij won de finale daarvan tegen voornoemde Janković als revanche voor het begin van het tennisjaar (zie boven).

### 2009
Het jaar 2009 startte voor Serena heel succesvol: zij won op het Australian Open zowel het enkelspel als het dubbelspel met haar zus Venus. Zij promoveerde hierdoor terug naar de eerste plaats van het vrouwenenkelspel. Zij kwam bovendien, en dit als zevende vrouw, in het rijtje van speelsters die minstens tien grandslamtoernooien in het enkelspel gewonnen hebben. Dit jaar lukte het Serena niet om haar titel in Miami te prolongeren, want in maart verloor zij daar in de finale van Viktoryja Azarenka. In het totaal had zij op dat moment reeds twintig grandslamtoernooien gewonnen. Op 20 april verloor zij echter haar eerste plaats op de wereldranglijst aan Dinara Safina, zus van voormalig tennisser Marat. In Rome werd zij al in de tweede ronde uitgeschakeld en in Madrid kwam zij ook niet verder dan de eerste ronde. Tijdens Roland Garros lukte het haar om de kwartfinale te bereiken, waarin zij in een bijzonder spannende partij met 7-6, 5-7 en 7-5 verloor van de latere winnares: Svetlana Koeznetsova, die in de finale brandhout maakte van voornoemde Safina. Op Wimbledon veroverde zij de titel voor de derde keer in haar loopbaan. Zij won er voor het eerst de finale van haar oudere zus Venus (met 7-6 en 6-2). In het vrouwendubbelspel won zij voor de vierde keer de titel met haar zus, door het Australische duo Samantha Stosur / Rennae Stubbs met 7-6 en 6-4 te verslaan. Op het US Open bereikte zij de halve finale, waarin zij werd uitgeschakeld door Kim Clijsters. Na deze wedstrijd kreeg zij een boete opgelegd vanwege wangedrag jegens een lijnrechter.

### 2010
Serena begon het seizoen 2010 met een nederlaag in de finale van het toernooi van Sydney tegen de Russin Jelena Dementjeva. Op het Australian Open wist zij echter haar titel te verlengen: in de finale versloeg zij Justine Henin in drie sets. Hierdoor had Serena Williams een record bereikt: zij heeft met vijf overwinningen de meeste individuele titels ooit in het vrouwenenkelspel op het Australische grandslamtoernooi behaald.
Op Roland Garros bereikte zij de kwartfinale, waarin zij verloor van een te sterke Samantha Stosur, die later de finale zou verliezen van de Italiaanse Francesca Schiavone.
Begin juli veroverde zij haar vierde titel op Wimbledon (haar dertiende grandslam-enkelspeltitel in totaal) door in de finale de Russin Vera Zvonarjova duidelijk te kloppen.
Op 8 juli 2010 speelde zij een demonstratiewedstrijd in Brussel in het Koning Boudewijnstadion tegen Kim Clijsters in "The best of Belgium" tegen "The best of the World" ondanks een, zoals het zich liet aanzien, kleine blessure. Met haar linkervoet was zij een dag eerder in een restaurant in een glas gestapt en had achttien hechtingen gekregen. Door complicaties was zij de rest van het seizoen uitgeschakeld. Hierdoor verloor zij bovendien haar eerste plaats op de wereldranglijst.

### 2011
De voetblessure verhinderde Serena nog ettelijke maanden om te spelen, en zij liet zowel de opening van het jaar in Australië als het volledige gravelseizoen aan zich voorbij gaan.
Pas in het grasseizoen schreef zij zich weer in voor toernooien, maar zij kwam niet verder dan de tweede ronde in Eastbourne, en de vierde ronde op Wimbledon. Haar ranking op de wereldranglijst zakte daarmee naar 169.
Terug op de harde banen in Noord-Amerika hervond zij haar oude vorm: kort na elkaar won zij de toernooien van Stanford en Toronto, waardoor zij steeg naar de 31e plaats.

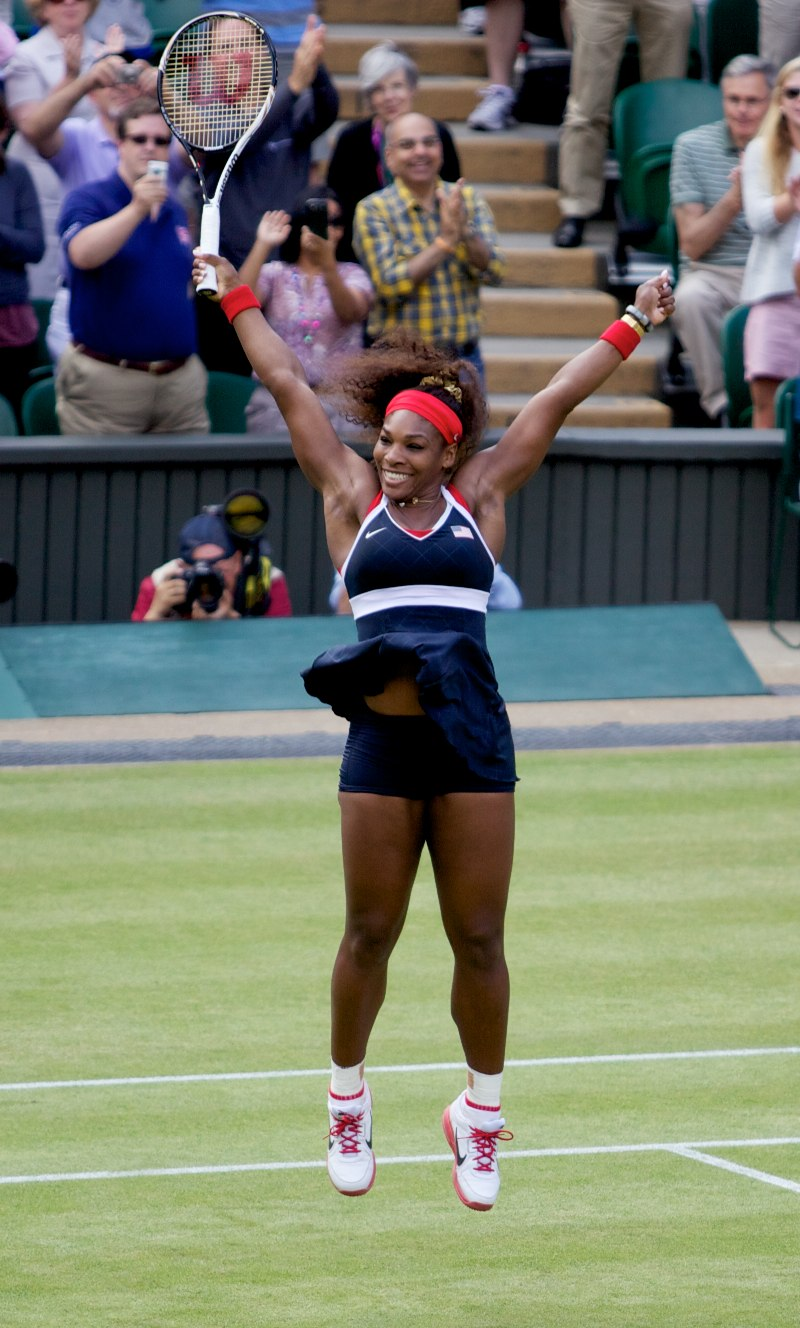
Williams na haar overwinning in de olympische finale

### 2012
Het tennisjaar 2012 begon teleurstellend voor de Amerikaanse: tijdens het toernooi van Brisbane verzwikte zij haar enkel in de kwartfinale. Het Australian Open heeft zij wel gespeeld, maar dit bleek geen succes, want zij verloor al in de eerste week van het toernooi. Zij maakte vervolgens haar rentree bij het toernooi van Miami, waar zij opnieuw in de kwartfinale sneuvelde, ditmaal tegen Caroline Wozniacki – de Deense voormalige nummer een van de wereld – die zodoende Serena voor de eerste maal in haar loopbaan wist te kloppen.
Op het graveltoernooi van Charleston in haar eigen land, waar zij traditioneel Roland Garros voorbereidt, won zij echter haar 40e titel in het enkelspel.
Haar 41e titel behaalde zij in mei van dat jaar door eenvoudig toenmalig 's werelds nummer één Viktoryja Azarenka op het blauwe gravel van Madrid te verslaan. Op Roland Garros werd zij in de eerste ronde verslagen, iets wat haar op grandslamtoernooien nooit eerder was overkomen – het was de Française Virginie Razzano wie de eer van dit unicum toekomt.
Haar 42e titel volgde snel: zij schreef nogmaals Wimbledon op haar naam door haar opponente, de Poolse Agnieszka Radwańska, in drie sets (met 6-1, 5-7 en 6-2) te verslaan. Het was haar 14e grandslam-enkelspeltitel, en haar vijfde op het gras van Wimbledon (waarmee zij haar zus evenaarde). En later op de dag wonnen zij samen ook nog eens (eveneens voor de vijfde maal) het dubbelspel aldaar, meer bepaald door in de finale het Tsjechische duo Andrea Hlaváčková en Lucie Hradecká in 1 uur en 17 minuten met 7-5 en 6-4 te kloppen.
Op de Olympische Spelen in Londen, eveneens te Wimbledon, slaagde zij er vervolgens in om ook weer zowel het enkel- als het dubbelspeltoernooi (opnieuw aan de zijde van haar zuster) te winnen, in de beide gevallen zonder setverlies.
Ook op het US Open trok Serena na een zinderende finale tegen Viktoryja Azarenka aan het langste eind. Na de enkelspeltitel op Wimbledon en een gouden medaille op de Olympische Spelen rondde de Amerikaanse op die manier een geweldige zomer af en kwam zij met vijftien grandslamzeges op drie eenheden afstand van de tennislegendes Martina Navrátilová en Chris Evert, die er beiden achttien wisten bij elkaar te slaan.
Aan het eind van dat tennisseizoen nam Serena voor de zevende maal deel aan de WTA Tour Championships. Zonder al te veel moeite bereikte zij daarin de finale, waarin zij zich revancheerde voor haar finaleverlies van Maria Sjarapova in 2004 door de Russin ditmaal te verslaan (6-4 en 6-3), en daarmee bleef zij zonder setverlies. Williams schreef zodoende voor de derde keer in haar loopbaan het WTA-kampioenschap op haar naam, na 2001 en 2009. Het was haar 46e WTA-titel, de zevende in 2012, een seizoen waarin Serena Williams slechts vier partijen verloor: op het Australian Open van Jekaterina Makarova, in Miami van Caroline Wozniacki, op Roland Garros van Virginie Razzano en in Cincinnati van Angelique Kerber. Als gevolg van dit uitzonderlijk seizoen werd zij door de Internationale Sportpersvereniging AIPS dan ook tot sportvrouw van 2012 verkozen.

### 2013
Serena Williams startte het jaar goed met een overwinning op het toernooi van Brisbane. Aansluitend werd zij op het Australian Open echter in de kwartfinale verslagen door haar jonge landgenote Sloane Stephens. In Doha kon zij in een spannende ontmoeting titelverdedigster Viktoryja Azarenka niet beletten haar titel te prolongeren, maar de rankingpunten van die finaleplaats waren evenwel voldoende om haar concurrente te verstoten van de eerste plaats op de WTA-ranglijst. Met haar 31-jarige leeftijd werd Williams zodoende de oudste speelster ooit die op de nummer-één-positie heeft gestaan.
Op 8 juni won Serena de finale van Roland Garros door haar opponente Maria Sjarapova in twee sets te verslaan (tweemaal 6-4). Dit was nog maar de tweede keer dat zij dit grandslamtoernooi op haar naam wist te schrijven (haar eerste overwinning aldaar dateert nog van 2002). Op Wimbledon werd zij in de vierde ronde verrassend uitgeschakeld door de latere verliezend finaliste Sabine Lisicki uit Duitsland.
Op het US Open verlengde zij haar titel. Net als vorig jaar was Viktoryja Azarenka haar tegenstandster in de finale. De 7-5, 6-7 en 6-1 was goed voor haar vijfde US Open-titel.

### 2014
Ook dit seizoen startte Williams in Brisbane, waar zij haar titel prolongeerde. Tijdens het Australian Open werd zij in de vierde ronde uitgeschakeld door Ana Ivanović. In Dubai bereikte Williams de halve finale, waarin zij de Française Alizé Cornet niet de baas kon worden. Na haar gebruikelijke boycot van het nochtans verplichte WTA-toernooi van Indian Wells kon zij in Miami zonder problemen haar titel prolongeren. Zij won dit toernooi zodoende voor de zevende keer, waarmee zij een van vier speelsters werd die hetzelfde WTA-toernooi zeven of meer keer wisten te winnen (naast Chris Evert, Martina Navrátilová en Steffi Graf).
Zij won nadien het toernooi van Rome, maar verloor aansluitend na een totale offday in twee sets (tweemaal 2-6) in de tweede ronde van Roland Garros van de twintigjarige Spaanse Garbiñe Muguruza.
Op Wimbledon verloor zij ook al in de derde ronde, te weten in drie sets van voornoemde Alizé Cornet opnieuw.
In september won zij dan weer wel voor de zesde en derde opeenvolgende keer in haar loopbaan het US Open door in de finale de Deense voormalig nummer een van de wereld Caroline Wozniacki te kloppen met tweemaal 6-3: haar 18e grandslamtitel.

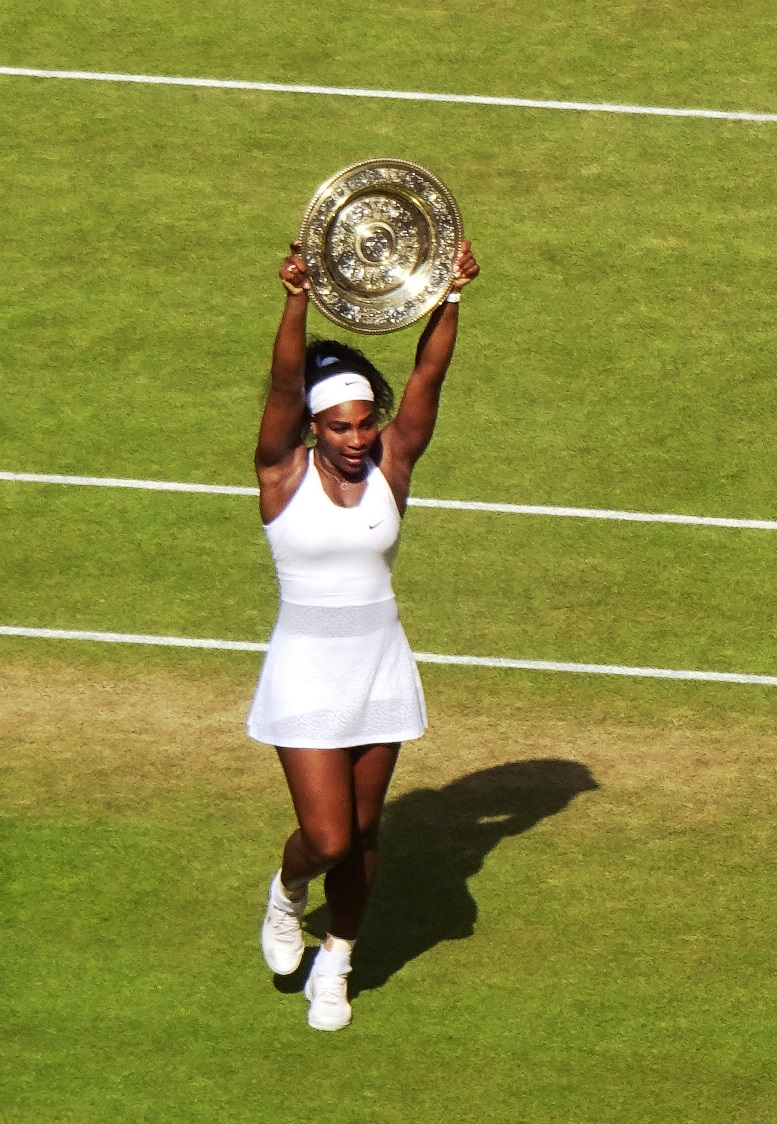
Williams na haar overwinning op Wimbledon in 2015

### 2015
In 2015 wist Serena Williams de eerste drie grandslamtoernooien van het jaar te winnen. Dit deed zij door achtereenvolgens Maria Sjarapova op het Australian Open, Lucie Šafářová op Roland Garros en Garbiñe Muguruza op Wimbledon in de finale te verslaan. Met de zege op Wimbledon kwam het totaal aan grandslamtitels van Williams op 21. Slechts twee tennisspeelsters hebben er meer op hun naam staan: Steffi Graf met 22 en Margaret Court met 24. Met haar overwinning op Wimbledon won Williams tevens voor de tweede keer in haar loopbaan alle vier de grandslamtoernooien op rij, doch niet in hetzelfde jaar – door haarzelf in 2003 betiteld als "Serena Slam", en nu ook door de pers als zodanig aangeduid.
Het winnen van een grand slam werd dit jaar net geen realiteit, doordat zij op het US Open in de halve finale werd uitgeschakeld door de Italiaanse Roberta Vinci. De rest van het jaar speelde zij niet meer; zelfs op de eindejaarskampioenschappen kwam zij haar titel niet verdedigen. Niettemin bleef zij op de eerste plaats van de wereldranglijst staan.

### 2016
In dit olympisch jaar had Williams nog één keer de mogelijkheid om Steffi Graf te evenaren en een golden slam te winnen. Deze kans ging al meteen op het Australian Open aan haar neus voorbij doordat de Duitse Angelique Kerber haar in de finale in drie sets versloeg. In Indian Wells bereikte zij nogmaals de finale, maar nu was het de Wit-Russin Viktoryja Azarenka die haar daarin de weg naar toernooiwinst versperde. In Rome won Williams nog wel haar 70e enkelspeltitel. Op het tweede grandslamtoernooi van het jaar, Roland Garros, reikte zij andermaal tot de finale, waarin ze evenwel door de Spaanse Garbiñe Muguruza in twee sets werd overklast. Williams won dan weer wel het derde grandslamtoernooi van het jaar, Wimbledon (voor de zevende maal), in een revanche tegen Kerber door haar in de finale in twee sets te kloppen. Ze reikte vervolgens opnieuw tot de halve finale van de US Open, waarin zij echter in twee sets verloor van de Tsjechische Karolína Plíšková. Hierdoor ging tevens haar eerste positie op de wereldranglijst verloren. Deze werd overgenomen door voornoemde Kerber.

### 2017
Williams begon het jaar in Auckland – daar werd zij in de tweede ronde uitgeschakeld door landgenote Madison Brengle. Daarna speelde zij het Australian Open, dat zij won door haar zus Venus te kloppen in twee sets. Hierdoor werd zij weer nummer één op de WTA-ranglijst. Zij heeft nu de meeste grandslamtitels in het enkelspel in het open tijdperk. In maart zou zij in Indian Wells en Miami spelen, maar zij had een blessure en kon niet meedoen. Op 19 april maakte zij bekend dat zij wegens zwangerschap de rest van het jaar niet meer zou spelen.

### 2018
Ze gaf als titelverdedigster forfait voor het Australian Open, en deed dit ook voor de vierde ronde op Roland Garros (tegen Sjarapova), maar op Wimbledon bereikte ze wel weer de finale, die ze ditmaal in twee sets verloor van alweer Kerber. Op het US Open ten slotte was ze opnieuw in twee sets verliezend finaliste, ditmaal tegen de Japanse Naomi Osaka.
Gekoppeld aan haar zus Venus had Serena op 11 februari 2018 in Asheville haar - weliswaar onsuccesvolle - rentree gemaakt in het dubbelspel tegen Nederland in de Fed Cup.

## Palmares
| Legenda                | Legenda                  |
| ---------------------- | ------------------------ |
| Grandslamtoernooi      |                          |
| Olympische Spelen      |                          |
| Year-End Championships |                          |
| tot 2009               | 2009 – 2020 / vanaf 2021 |
| Tier I                 | Premier Mandatory        |
| Tier II                | Premier Five / WTA 1000  |
| Tier III               | Premier / WTA 500        |
| Tier IV & V            | International / WTA 250  |
|                        | Challenger / WTA 125     |

### Overwinningen op een regerend nummer 1
Serena Williams heeft tot op heden zeventienmaal een partij tegen een op dat ogenblik heersend leider op de wereldranglijst gewonnen (peildatum 1 augustus 2019):
| nr. | datum      | toernooi                  | ronde           | tegenstandster     | score         |
| --- | ---------- | ------------------------- | --------------- | ------------------ | ------------- |
| 01. | 1999-03-27 | WTA Key Biscayne          | halve finale    | Martina Hingis     | 6-4, 7-6      |
| 02. | 1999-08-14 | WTA Manhattan Beach       | halve finale    | Martina Hingis     | 6-3, 7-5      |
| 03. | 1999-09-11 | US Open                   | finale          | Martina Hingis     | 6-3, 7-6      |
| 04. | 2000-08-12 | WTA Los Angeles           | halve finale    | Martina Hingis     | 4-6, 6-2, 6-3 |
| 05. | 2001-09-06 | US Open                   | halve finale    | Martina Hingis     | 6-3, 6-2      |
| 06. | 2002-03-31 | WTA Miami                 | finale          | Jennifer Capriati  | 7-5, 7-6      |
| 07. | 2002-06-06 | Roland Garros             | halve finale    | Jennifer Capriati  | 3-6, 7-6, 6-2 |
| 08. | 2002-07-06 | Wimbledon                 | finale          | Venus Williams     | 7-6, 6-3      |
| 09. | 2005-01-29 | Australian Open           | finale          | Lindsay Davenport  | 2-6, 6-3, 6-0 |
| 10. | 2007-04-01 | WTA Miami                 | finale          | Justine Henin      | 0-6, 7-5, 6-3 |
| 11. | 2008-04-03 | WTA Miami                 | kwartfinale     | Justine Henin      | 6-2, 6-0      |
| 12. | 2011-09-08 | US Open                   | halve finale    | Caroline Wozniacki | 6-2, 6-4      |
| 13. | 2012-05-13 | WTA Madrid                | finale          | Viktoryja Azarenka | 6-1, 6-3      |
| 14. | 2012-08-03 | Olympische Spelen, Londen | halve finale    | Viktoryja Azarenka | 6-1, 6-2      |
| 15. | 2012-09-09 | US Open                   | finale          | Viktoryja Azarenka | 6-2, 2-6, 7-5 |
| 16. | 2012-10-25 | WTA Championships         | groepswedstrijd | Viktoryja Azarenka | 6-4, 6-4      |
| 17. | 2019-01-21 | Australian Open           | vierde ronde    | Simona Halep       | 6-1, 4-6, 6-4 |

### WTA-finaleplaatsen enkelspel
| nr.              | finale     | toernooi                  | ondergrond    | tegenstandster              | score               |         |
| ---------------- | ---------- | ------------------------- | ------------- | --------------------------- | ------------------- | ------- |
| gewonnen finales |            |                           |               |                             |                     |         |
| 1.               | 1999-02-28 | WTA Parijs                | tapijt (i)    | Amélie Mauresmo             | 6-2, 3-6, 7-6       | details |
| 2.               | 1999-03-14 | WTA Indian Wells          | hardcourt     | Steffi Graf                 | 6-3, 3-6, 7-5       | details |
| 3.               | 1999-08-15 | WTA Los Angeles           | hardcourt     | Julie Halard-Decugis        | 6-1, 6-4            | details |
| 4.               | 1999-09-12 | US Open                   | hardcourt     | Martina Hingis              | 6-3, 7-6            | details |
| 5.               | 1999-10-03 | Grand Slam Cup, München   | hardcourt (i) | Venus Williams              | 6-1, 3-6, 6-3       | details |
| 6.               | 2000-02-21 | WTA Hannover              | tapijt (i)    | Denisa Chládková            | 6-1, 6-1            | details |
| 7.               | 2000-08-13 | WTA Los Angeles (2)       | hardcourt     | Lindsay Davenport           | 4-6, 6-4, 7-6       | details |
| 8.               | 2000-10-08 | WTA Toyota                | hardcourt     | Julie Halard-Decugis        | 7-5, 6-1            | details |
| 9.               | 2001-03-17 | WTA Indian Wells (2)      | hardcourt     | Kim Clijsters               | 4-6, 6-4, 6-2       | details |
| 10.              | 2001-08-19 | WTA Toronto               | hardcourt     | Jennifer Capriati           | 6-1, 6-7, 6-3       | details |
| 11.              | 2001-11-04 | WTA Championships         | hardcourt (i) | Lindsay Davenport           | walk-over           | details |
| 12.              | 2002-03-03 | WTA Scottsdale            | hardcourt     | Jennifer Capriati           | 6-2, 4-6, 6-4       | details |
| 13.              | 2002-03-31 | WTA Miami                 | hardcourt     | Jennifer Capriati           | 7-5, 7-6            | details |
| 14.              | 2002-05-19 | WTA Rome                  | gravel        | Justine Henin               | 7-6, 6-4            | details |
| 15.              | 2002-06-09 | Roland Garros             | gravel        | Venus Williams              | 7-5, 6-3            | details |
| 16.              | 2002-07-07 | Wimbledon                 | gras          | Venus Williams              | 7-6, 6-3            | details |
| 17.              | 2002-09-08 | US Open (2)               | hardcourt     | Venus Williams              | 6-4, 6-3            | details |
| 18.              | 2002-09-22 | WTA Toyota (2)            | hardcourt     | Kim Clijsters               | 2-6, 6-3, 6-3       | details |
| 19.              | 2002-09-29 | WTA Leipzig               | tapijt (i)    | Anastasija Myskina          | 6-3, 6-2            | details |
| 20.              | 2003-01-26 | Australian Open           | hardcourt     | Venus Williams              | 7-6, 3-6, 6-4       | details |
| 21.              | 2003-02-09 | WTA Parijs (2)            | tapijt (i)    | Amélie Mauresmo             | 6-3, 6-2            | details |
| 22.              | 2003-03-29 | WTA Miami (2)             | hardcourt     | Jennifer Capriati           | 4-6, 6-4, 6-1       | details |
| 23.              | 2003-07-06 | Wimbledon (2)             | gras          | Venus Williams              | 4-6, 6-4, 6-2       | details |
| 24.              | 2004-04-04 | WTA Miami (3)             | hardcourt     | Jelena Dementjeva           | 6-1, 6-1            | details |
| 25.              | 2004-09-26 | WTA Peking                | hardcourt     | Svetlana Koeznetsova        | 4-6, 7-5, 6-4       | details |
| 26.              | 2005-01-29 | Australian Open (2)       | hardcourt     | Lindsay Davenport           | 2-6, 6-3, 6-0       | details |
| 27.              | 2007-01-27 | Australian Open (3)       | hardcourt     | Maria Sjarapova             | 6-1, 6-2            | details |
| 28.              | 2007-03-31 | WTA Miami (4)             | hardcourt     | Justine Henin               | 0-6, 7-5, 6-3       | details |
| 29.              | 2008-03-09 | WTA Bangalore             | hardcourt     | Patty Schnyder              | 7-5, 6-3            | details |
| 30.              | 2008-04-05 | WTA Miami (5)             | hardcourt     | Jelena Janković             | 6-1, 5-7, 6-3       | details |
| 31.              | 2008-04-20 | WTA Charleston            | gravel        | Vera Zvonarjova             | 6-4, 3-6, 6-3       | details |
| 32.              | 2008-09-07 | US Open (3)               | hardcourt     | Jelena Janković             | 6-4, 7-5            | details |
| 33.              | 2009-01-31 | Australian Open (4)       | hardcourt     | Dinara Safina               | 6-0, 6-3            | details |
| 34.              | 2009-07-05 | Wimbledon (3)             | gras          | Venus Williams              | 7-6, 6-2            | details |
| 35.              | 2009-11-01 | WTA Championships (2)     | hardcourt     | Venus Williams              | 6-2, 7-6            | details |
| 36.              | 2010-01-30 | Australian Open (5)       | hardcourt     | Justine Henin               | 6-4, 3-6, 6-2       | details |
| 37.              | 2010-07-03 | Wimbledon (4)             | gras          | Vera Zvonarjova             | 6-3, 6-2            | details |
| 38.              | 2011-07-31 | WTA Stanford              | hardcourt     | Marion Bartoli              | 7-5, 6-1            | details |
| 39.              | 2011-08-14 | WTA Toronto (2)           | hardcourt     | Samantha Stosur             | 6-4, 6-2            | details |
| 40.              | 2012-04-08 | WTA Charleston (2)        | gravel        | Lucie Šafářová              | 6-0, 6-1            | details |
| 41.              | 2012-05-13 | WTA Madrid                | gravel        | Viktoryja Azarenka          | 6-1, 6-3            | details |
| 42.              | 2012-07-07 | Wimbledon (5)             | gras          | Agnieszka Radwańska         | 6-1, 5-7, 6-2       | details |
| 43.              | 2012-07-15 | WTA Stanford (2)          | hardcourt     | Coco Vandeweghe             | 7-5, 6-3            | details |
| 44.              | 2012-08-04 | Olympische Spelen, Londen | gras          | Maria Sjarapova             | 6-0, 6-1            | details |
| 45.              | 2012-09-09 | US Open (4)               | hardcourt     | Viktoryja Azarenka          | 6-2, 2-6, 7-5       | details |
| 46.              | 2012-10-28 | WTA Championships (3)     | hardcourt (i) | Maria Sjarapova             | 6-4, 6-3            | details |
| 47.              | 2013-01-05 | WTA Brisbane              | hardcourt     | Anastasija Pavljoetsjenkova | 6-2, 6-1            | details |
| 48.              | 2013-03-30 | WTA Miami (6)             | hardcourt     | Maria Sjarapova             | 4-6, 6-3, 6-0       | details |
| 49.              | 2013-04-07 | WTA Charleston (3)        | gravel        | Jelena Janković             | 3-6, 6-0, 6-2       | details |
| 50.              | 2013-05-12 | WTA Madrid (2)            | gravel        | Maria Sjarapova             | 6-1, 6-4            | details |
| 51.              | 2013-05-19 | WTA Rome (2)              | gravel        | Viktoryja Azarenka          | 6-1, 6-3            | details |
| 52.              | 2013-06-08 | Roland Garros (2)         | gravel        | Maria Sjarapova             | 6-4, 6-4            | details |
| 53.              | 2013-07-21 | WTA Båstad                | gravel        | Johanna Larsson             | 6-4, 6-1            | details |
| 54.              | 2013-08-11 | WTA Toronto (3)           | hardcourt     | Sorana Cîrstea              | 6-2, 6-0            | details |
| 55.              | 2013-09-08 | US Open (5)               | hardcourt     | Viktoryja Azarenka          | 7-5, 6-7, 6-1       | details |
| 56.              | 2013-10-06 | WTA Peking (2)            | hardcourt     | Jelena Janković             | 6-2, 6-2            | details |
| 57.              | 2013-10-27 | WTA Championships (4)     | hardcourt (i) | Li Na                       | 2-6, 6-3, 6-0       | details |
| 58.              | 2014-01-04 | WTA Brisbane (2)          | hardcourt     | Viktoryja Azarenka          | 6-4, 7-5            | details |
| 59.              | 2014-03-29 | WTA Miami (7)             | hardcourt     | Li Na                       | 7-5, 6-1            | details |
| 60.              | 2014-05-18 | WTA Rome (3)              | gravel        | Sara Errani                 | 6-3, 6-0            | details |
| 61.              | 2014-08-03 | WTA Stanford (2)          | hardcourt     | Angelique Kerber            | 7-6, 6-3            | details |
| 62.              | 2014-08-17 | WTA Cincinnati            | hardcourt     | Ana Ivanović                | 6-4, 6-1            | details |
| 63.              | 2014-09-07 | US Open (6)               | hardcourt     | Caroline Wozniacki          | 6-3, 6-3            | details |
| 64.              | 2014-10-26 | WTA Finals (5)            | hardcourt (i) | Simona Halep                | 6-3, 6-0            | details |
| 65.              | 2015-01-31 | Australian Open (6)       | hardcourt     | Maria Sjarapova             | 6-3, 7-6            | details |
| 66.              | 2015-04-05 | WTA Miami (8)             | hardcourt     | Carla Suárez Navarro        | 6-2, 6-0            | details |
| 67.              | 2015-06-06 | Roland Garros (3)         | gravel        | Lucie Šafářová              | 6-3, 6-7, 6-2       | details |
| 68.              | 2015-07-11 | Wimbledon (6)             | gras          | Garbiñe Muguruza            | 6-4, 6-4            | details |
| 69.              | 2015-08-23 | WTA Cincinnati (2)        | hardcourt     | Simona Halep                | 6-3, 7-6            | details |
| 70.              | 2016-05-15 | WTA Rome (4)              | gravel        | Madison Keys                | 7-6, 6-3            | details |
| 71.              | 2016-07-09 | Wimbledon (7)             | gras          | Angelique Kerber            | 7-5, 6-3            | details |
| 72.              | 2017-01-28 | Australian Open (7)       | hardcourt     | Venus Williams              | 6-4, 6-4            | details |
| 73.              | 2020-01-12 | WTA Auckland              | hardcourt     | Jessica Pegula              | 6-3, 6-4            | details |
| verloren finales |            |                           |               |                             |                     |         |
| 1.               | 1999-03-29 | WTA Miami                 | hardcourt     | Venus Williams              | 1-6, 6-4, 4-6       | details |
| 2.               | 2000-02-13 | WTA Parijs                | tapijt (i)    | Nathalie Tauziat            | 5-7, 2-6            | details |
| 3.               | 2000-08-20 | WTA Montréal              | hardcourt     | Martina Hingis              | 6-0, 3-6, 0-3, opg. | details |
| 4.               | 2001-09-08 | US Open                   | hardcourt     | Venus Williams              | 2-6, 4-6            | details |
| 5.               | 2002-05-12 | WTA Berlijn               | gravel        | Justine Henin               | 2-6, 6-1, 6-7       | details |
| 6.               | 2002-11-11 | WTA Championships         | hardcourt (i) | Kim Clijsters               | 5-7, 3-6            | details |
| 7.               | 2003-04-13 | WTA Charleston            | gravel        | Justine Henin               | 3-6, 4-6            | details |
| 8.               | 2004-07-03 | Wimbledon                 | gras          | Maria Sjarapova             | 1-6, 4-6            | details |
| 9.               | 2004-07-25 | WTA Los Angeles           | hardcourt     | Lindsay Davenport           | 1-6, 3-6            | details |
| 10.              | 2004-11-14 | WTA Championships         | hardcourt (i) | Maria Sjarapova             | 6-4, 2-6, 4-6       | details |
| 11.              | 2007-10-14 | WTA Moskou                | tapijt (i)    | Jelena Dementjeva           | 7-5, 1-6, 1-6       | details |
| 12.              | 2008-07-05 | Wimbledon                 | gras          | Venus Williams              | 5-7, 4-6            | details |
| 13.              | 2009-04-05 | WTA Miami                 | hardcourt     | Viktoryja Azarenka          | 3-6, 1-6            | details |
| 14.              | 2010-01-15 | WTA Sydney                | hardcourt     | Jelena Dementjeva           | 3-6, 2-6            | details |
| 15.              | 2011-09-11 | US Open                   | hardcourt     | Samantha Stosur             | 2-6, 3-6            | details |
| 16.              | 2013-02-17 | WTA Doha                  | hardcourt     | Viktoryja Azarenka          | 6-7, 6-2, 3-6       | details |
| 17.              | 2013-08-18 | WTA Cincinnati            | hardcourt     | Viktoryja Azarenka          | 6-2, 2-6, 6-7       | details |
| 18.              | 2016-01-30 | Australian Open           | hardcourt     | Angelique Kerber            | 4-6, 6-3, 4-6       | details |
| 19.              | 2016-03-20 | WTA Indian Wells          | hardcourt     | Viktoryja Azarenka          | 4-6, 4-6            | details |
| 20.              | 2016-06-04 | Roland Garros             | gravel        | Garbiñe Muguruza            | 5-7, 4-6            | details |
| 21.              | 2018-07-14 | Wimbledon                 | gras          | Angelique Kerber            | 3-6, 3-6            | details |
| 22.              | 2018-09-08 | US Open                   | hardcourt     | Naomi Osaka                 | 2-6, 4-6            | details |
| 23.              | 2019-07-13 | Wimbledon                 | gras          | Simona Halep                | 2-6, 2-6            | details |
| 24.              | 2019-08-11 | WTA Toronto               | hardcourt     | Bianca Andreescu            | 1-3, opgave         | details |
| 25.              | 2019-09-07 | US Open                   | hardcourt     | Bianca Andreescu            | 3-6, 5-7            | details |

### WTA-finaleplaatsen vrouwendubbelspel
| nr.              | finale     | toernooi                      | ondergrond    | partner             | tegenstandsters                                | score         |         |
| ---------------- | ---------- | ----------------------------- | ------------- | ------------------- | ---------------------------------------------- | ------------- | ------- |
| gewonnen finales |            |                               |               |                     |                                                |               |         |
| 1.               | 1998-03-01 | WTA Oklahoma                  | hardcourt (i) | Venus Williams      | Cătălina Cristea Kristine Kunce                | 7-5, 6-2      | details |
| 2.               | 1998-10-18 | WTA Zürich                    | tapijt (i)    | Venus Williams      | Mariaan de Swardt Olena Tatarkova              | 5-7, 6-1, 6-3 | details |
| 3.               | 1999-02-21 | WTA Hannover                  | tapijt (i)    | Venus Williams      | Alexandra Fusai Nathalie Tauziat               | 5-7, 6-2, 6-2 | details |
| 4.               | 1999-06-06 | Roland Garros                 | gravel        | Venus Williams      | Martina Hingis Anna Koernikova                 | 6-3, 6-7, 8-6 | details |
| 5.               | 1999-09-12 | US Open                       | hardcourt     | Venus Williams      | Chanda Rubin Sandrine Testud                   | 4-6, 6-1, 6-4 | details |
| 6.               | 2000-07-09 | Wimbledon                     | gras          | Venus Williams      | Julie Halard-Decugis Ai Sugiyama               | 6-3, 6-2      | details |
| 7.               | 2000-09-28 | Olympische Spelen, Sydney     | hardcourt     | Venus Williams      | Kristie Boogert Miriam Oremans                 | 6-1, 6-1      | details |
| 8.               | 2001-01-28 | Australian Open               | hardcourt     | Venus Williams      | Lindsay Davenport Corina Morariu               | 6-2, 4-6, 6-4 | details |
| 9.               | 2002-07-07 | Wimbledon (2)                 | gras          | Venus Williams      | Virginia Ruano Pascual Paola Suárez            | 6-2, 7-5      | details |
| 10.              | 2002-09-29 | WTA Leipzig                   | tapijt (i)    | Alexandra Stevenson | Janette Husárová Paola Suárez                  | 6-3, 7-5      | details |
| 11.              | 2003-01-26 | Australian Open (2)           | hardcourt     | Venus Williams      | Virginia Ruano Pascual Paola Suárez            | 4-6, 6-4, 6-3 | details |
| 12.              | 2008-07-05 | Wimbledon (3)                 | gras          | Venus Williams      | Lisa Raymond Samantha Stosur                   | 6-2, 6-2      | details |
| 13.              | 2008-08-17 | Olympische Spelen, Peking (2) | hardcourt     | Venus Williams      | Anabel Medina Garrigues Virginia Ruano Pascual | 6-2, 6-0      | details |
| 14.              | 2009-01-30 | Australian Open (3)           | hardcourt     | Venus Williams      | Daniela Hantuchová Ai Sugiyama                 | 6-3, 6-3      | details |
| 15.              | 2009-07-04 | Wimbledon (4)                 | gras          | Venus Williams      | Samantha Stosur Rennae Stubbs                  | 7-6, 6-4      | details |
| 16.              | 2009-08-02 | WTA Stanford                  | hardcourt     | Venus Williams      | Chan Yung-jan Monica Niculescu                 | 6-4, 6-1      | details |
| 17.              | 2009-09-14 | US Open (2)                   | hardcourt     | Venus Williams      | Cara Black Liezel Huber                        | 6-2, 6-2      | details |
| 18.              | 2010-01-29 | Australian Open (4)           | hardcourt     | Venus Williams      | Cara Black Liezel Huber                        | 6-4, 6-3      | details |
| 19.              | 2010-05-15 | WTA Madrid                    | gravel        | Venus Williams      | Gisela Dulko Flavia Pennetta                   | 6-2, 7-5      | details |
| 20.              | 2010-06-04 | Roland Garros (2)             | gravel        | Venus Williams      | Květa Peschke Katarina Srebotnik               | 6-2, 6-3      | details |
| 21.              | 2012-07-07 | Wimbledon (5)                 | gras          | Venus Williams      | Andrea Hlaváčková Lucie Hradecká               | 7-5, 6-4      | details |
| 22.              | 2012-08-05 | Olympische Spelen, Londen (3) | gras          | Venus Williams      | Andrea Hlaváčková Lucie Hradecká               | 6-4, 6-4      | details |
| 23.              | 2016-07-09 | Wimbledon                     | gras          | Venus Williams      | Tímea Babos Jaroslava Sjvedova                 | 6-3, 6-4      | details |
| verloren finales |            |                               |               |                     |                                                |               |         |
| 1.               | 1999-08-08 | WTA San Diego                 | hardcourt     | Venus Williams      | Lindsay Davenport Corina Morariu               | 4-6, 1-6      | details |
| 2.               | 2020-01-12 | WTA Auckland                  | hardcourt     | Caroline Wozniacki  | Asia Muhammad Taylor Townsend                  | 4-6, 4-6      | details |

### Finaleplaatsen gemengd dubbelspel
| nr.              | finale     | toernooi        | ondergrond    | partner     | tegenstanders                      | score         |         |
| ---------------- | ---------- | --------------- | ------------- | ----------- | ---------------------------------- | ------------- | ------- |
| gewonnen finales |            |                 |               |             |                                    |               |         |
| 1.               | 1998-07-05 | Wimbledon       | gras          | Maks Mirni  | Mirjana Lučić Mahesh Bhupathi      | 6-4, 6-4      | details |
| 2.               | 1998-09-13 | US Open         | hardcourt     | Maks Mirni  | Lisa Raymond Patrick Galbraith     | 6-2, 6-2      | details |
| 3.               | 2003-01-03 | Hopman Cup      | hardcourt (i) | James Blake | Alicia Molik Lleyton Hewitt        | 3–0           | details |
| 4.               | 2008-01-04 | Hopman Cup      | hardcourt (i) | Mardy Fish  | Jelena Janković Novak Đoković      | 2–1           | details |
| verloren finales |            |                 |               |             |                                    |               |         |
| 1.               | 1998-06-07 | Roland Garros   | gravel        | Luis Lobo   | Venus Williams Justin Gimelstob    | 4-6, 4-6      | details |
| 2.               | 1999-01-31 | Australian Open | hardcourt     | Maks Mirni  | Mariaan de Swardt David Adams      | 4-6, 6-4, 6-7 | details |
| 3.               | 2015-01-10 | Hopman Cup      | hardcourt (i) | John Isner  | Agnieszka Radwańska Jerzy Janowicz | 1–2           | details |

## Resultaten grote toernooien
| Legenda | Legenda                          |
| ------- | -------------------------------- |
| g.t.    | geen toernooi gehouden           |
| l.c.    | lagere categorie                 |
| –       | niet deelgenomen                 |
| G       | uitgeschakeld in de groepsfase   |
| 1R      | uitgeschakeld in de eerste ronde |
| 2R      | uitgeschakeld in de tweede ronde |
| 3R      | uitgeschakeld in de derde ronde  |
| 4R      | uitgeschakeld in de vierde ronde |
| KF      | uitgeschakeld in de kwartfinale  |
| HF      | uitgeschakeld in de halve finale |
| F       | de finale verloren               |
| W       | het toernooi gewonnen            |
| w-v     | winst/verlies-balans             |

### Enkelspel
| toernooi                     | 1997 | 1998 | 1999 | 2000 | 2001 | 2002 | 2003 | 2004 | 2005 | 2006 | 2007 | 2008 | 2009 | 2010 | 2011 | 2012 | 2013 | 2014 | 2015 | 2016 | 2017 | 2018 | 2019 | 2020 | 2021 | 2022 |
| ---------------------------- | ---- | ---- | ---- | ---- | ---- | ---- | ---- | ---- | ---- | ---- | ---- | ---- | ---- | ---- | ---- | ---- | ---- | ---- | ---- | ---- | ---- | ---- | ---- | ---- | ---- | ---- |
| grandslamtoernooien          |      |      |      |      |      |      |      |      |      |      |      |      |      |      |      |      |      |      |      |      |      |      |      |      |      |      |
| Australian Open              | –    | 2R   | 3R   | 4R   | KF   | –    | W    | –    | W    | 3R   | W    | KF   | W    | W    | –    | 4R   | KF   | 4R   | W    | F    | W    | –    | KF   | 3R   | HF   | –    |
| Roland Garros                | –    | 4R   | 3R   | –    | KF   | W    | HF   | KF   | –    | –    | KF   | 3R   | KF   | KF   | –    | 1R   | W    | 2R   | W    | F    | –    | 4R   | 3R   | –    | 4R   | –    |
| Wimbledon                    | –    | 3R   | –    | HF   | KF   | W    | W    | F    | 3R   | –    | KF   | F    | W    | W    | 4R   | W    | 4R   | 3R   | W    | W    | –    | F    | F    | g.t. | 1R   | 1R   |
| US Open                      | –    | 3R   | W    | KF   | F    | W    | –    | KF   | 4R   | 4R   | KF   | W    | HF   | –    | F    | W    | W    | W    | HF   | HF   | –    | F    | F    | HF   | –    | 3R   |
| WTA Finals                   |      |      |      |      |      |      |      |      |      |      |      |      |      |      |      |      |      |      |      |      |      |      |      |      |      |      |
| WTA Finals                   | –    | –    | –    | –    | W    | F    | –    | F    | –    | –    | 1R   | 1R   | W    | –    | –    | W    | W    | W    | –    | –    | –    | –    | –    | g.t. | –    | –    |
| WTA 1000 (Mandatory)         |      |      |      |      |      |      |      |      |      |      |      |      |      |      |      |      |      |      |      |      |      |      |      |      |      |      |
| Indian Wells                 | –    | –    | W    | KF   | W    | –    | –    | –    | –    | –    | –    | –    | –    | –    | –    | –    | –    | –    | HF   | F    | –    | –    | 3R   | g.t. | –    | –    |
| Miami                        | –    | KF   | F    | 4R   | KF   | W    | W    | W    | KF   | –    | W    | W    | F    | –    | –    | KF   | W    | W    | W    | 4R   | –    | –    | 3R   | g.t. | –    | –    |
| Madrid                       | g.t. | g.t. | g.t. | g.t. | g.t. | g.t. | g.t. | g.t. | g.t. | g.t. | g.t. | g.t. | 1R   | 3R   | –    | W    | W    | KF   | HF   | –    | –    | –    | –    | g.t. | –    | –    |
| Peking                       | g.t. | g.t. | g.t. | l.c. | l.c. | l.c. | l.c. | l.c. | l.c. | l.c. | l.c. | l.c. | 3R   | –    | –    | –    | W    | KF   | –    | –    | –    | –    | –    | g.t. | g.t. | g.t. |
| WTA 1000 (Non-Mandatory)     |      |      |      |      |      |      |      |      |      |      |      |      |      |      |      |      |      |      |      |      |      |      |      |      |      |      |
| Dubai/Doha                   | g.t. | g.t. | g.t. | g.t. | l.c. | l.c. | l.c. | l.c. | l.c. | l.c. | l.c. | –    | HF   | –    | –    | –    | F    | –    | –    | –    | –    | –    | –    | –    | –    | –    |
| Rome                         | –    | KF   | KF   | –    | –    | W    | HF   | HF   | 2R   | –    | KF   | KF   | 2R   | HF   | –    | HF   | W    | W    | 3R   | W    | –    | –    | 2R   | –    | 2R   | –    |
| Cincinnati                   | g.t. | g.t. | g.t. | g.t. | g.t. | g.t. | g.t. | l.c. | l.c. | l.c. | l.c. | l.c. | 3R   | –    | 2R   | KF   | F    | W    | W    | –    | –    | –    | –    | 3R   | –    | 1R   |
| Montréal/Toronto             | –    | –    | –    | F    | W    | –    | –    | –    | 3R   | –    | –    | –    | HF   | –    | W    | –    | W    | HF   | HF   | –    | –    | –    | F    | g.t. | –    | 2R   |
| Tokio/Wuhan                  | –    | –    | –    | –    | –    | –    | –    | –    | –    | –    | –    | –    | –    | –    | –    | –    | –    | 2R   | –    | –    | –    | –    | –    | g.t. | g.t. | g.t. |
| voormalige Tier I-toernooien |      |      |      |      |      |      |      |      |      |      |      |      |      |      |      |      |      |      |      |      |      |      |      |      |      |      |
| Charleston                   | –    | –    | –    | –    | –    | KF   | F    | 3R   | –    | –    | 2R   | W    | l.c. | l.c. | l.c. | l.c. | l.c. | l.c. | l.c. | l.c. | l.c. | l.c. | l.c. | l.c. | l.c. | l.c. |
| Moskou                       | 1R   | –    | –    | –    | –    | –    | –    | –    | –    | –    | F    | –    | l.c. | l.c. | l.c. | l.c. | l.c. | l.c. | l.c. | l.c. | l.c. | l.c. | l.c. | l.c. | l.c. | l.c. |
| Berlijn                      | –    | –    | KF   | –    | –    | F    | –    | –    | –    | –    | –    | KF   | l.c. | l.c. | l.c. | l.c. | l.c. | l.c. | l.c. | l.c. | l.c. | l.c. | l.c. | l.c. | l.c. | l.c. |
| San Diego                    | l.c. | l.c. | l.c. | l.c. | l.c. | l.c. | l.c. | KF   | –    | –    | –    | g.t. | l.c. | l.c. | l.c. | l.c. | l.c. | l.c. | l.c. | l.c. | l.c. | l.c. | l.c. | l.c. | l.c. | l.c. |
| Zürich                       | –    | –    | –    | –    | –    | –    | –    | –    | –    | –    | 1R   | l.c. | l.c. | l.c. | l.c. | l.c. | l.c. | l.c. | l.c. | l.c. | l.c. | l.c. | l.c. | l.c. | l.c. | l.c. |
| olympisch                    |      |      |      |      |      |      |      |      |      |      |      |      |      |      |      |      |      |      |      |      |      |      |      |      |      |      |
| Olympische Spelen            | g.t. | g.t. | g.t. | –    | g.t. | g.t. | g.t. | –    | g.t. | g.t. | g.t. | KF   | g.t. | g.t. | g.t. | W    | g.t. | g.t. | g.t. | 3R   | g.t. | g.t. | g.t. | –    | g.t. | g.t. |
| statistieken                 |      |      |      |      |      |      |      |      |      |      |      |      |      |      |      |      |      |      |      |      |      |      |      |      |      |      |
| titels per jaar              | 0    | 0    | 5    | 3    | 3    | 8    | 4    | 2    | 1    | 0    | 2    | 4    | 3    | 2    | 2    | 7    | 11   | 7    | 5    | 2    | 1    | 0    | 0    | 1    | 0    | 0    |
| eindejaarsranking            | 99   | 20   | 4    | 6    | 6    | 1    | 3    | 7    | 11   | 95   | 7    | 2    | 1    | 4    | 12   | 3    | 1    | 1    | 1    | 2    | 22   | 16   | 10   | 11   | 41   |      |

### Dubbelspel
| toernooi            | 1997 | 1998 | 1999 | 2000 | 2001 | 2002 | 2003 | 2004 | 2005 | 2006 | 2007 | 2008 | 2009 | 2010 | 2011 | 2012 | 2013 | 2014 | 2015 | 2016 | 2017 | 2018 |  | 2022 |
| ------------------- | ---- | ---- | ---- | ---- | ---- | ---- | ---- | ---- | ---- | ---- | ---- | ---- | ---- | ---- | ---- | ---- | ---- | ---- | ---- | ---- | ---- | ---- |  | ---- |
| grandslamtoernooien |      |      |      |      |      |      |      |      |      |      |      |      |      |      |      |      |      |      |      |      |      |      |  |      |
| Australian Open     | –    | 3R   | HF   | –    | W    | –    | W    | –    | –    | –    | –    | KF   | W    | W    | –    | –    | KF   | –    | –    | –    | –    | –    |  | –    |
| Roland Garros       | –    | –    | W    | –    | –    | –    | –    | –    | –    | –    | –    | –    | 3R   | W    | –    | –    | –    | –    | –    | 3R   | –    | 3R   |  | –    |
| Wimbledon           | –    | 1R   | –    | W    | 3R   | W    | 3R   | –    | –    | –    | 2R   | W    | W    | KF   | –    | W    | –    | 2R   | –    | W    | –    | –    |  | –    |
| US Open             | 1R   | –    | W    | HF   | 3R   | –    | –    | –    | –    | –    | –    | –    | W    | –    | –    | 3R   | HF   | KF   | –    | –    | –    | –    |  | 1R   |
| WTA Finals          |      |      |      |      |      |      |      |      |      |      |      |      |      |      |      |      |      |      |      |      |      |      |  |      |
| WTA Finals          | –    | –    | –    | –    | –    | –    | –    | –    | –    | –    | –    | –    | HF   | –    | –    | –    | –    | –    | –    | –    | –    | –    |  | –    |
| olympisch           |      |      |      |      |      |      |      |      |      |      |      |      |      |      |      |      |      |      |      |      |      |      |  |      |
| Olympische Spelen   | g.t. | g.t. | g.t. | W    | g.t. | g.t. | g.t. | –    | g.t. | g.t. | g.t. | W    | g.t. | g.t. | g.t. | W    | g.t. | g.t. | g.t. | 1R   | g.t. | g.t. |  | –    |
| statistieken        |      |      |      |      |      |      |      |      |      |      |      |      |      |      |      |      |      |      |      |      |      |      |  |      |
| titels per jaar     | 0    | 2    | 3    | 2    | 1    | 2    | 1    | 0    | 0    | 0    | 0    | 2    | 4    | 3    | 0    | 2    | 0    | 0    | 0    | 1    | 0    | 0    |  | 0    |
| eindejaarsranking   | 121  | 36   | 10   | 54   | 54   | 25   | —    | —    | —    | —    | —    | 28   | 3    | 11   | —    | 31   | 64   | 133  | —    | 31   | —    | 292  |  |      |

### Gemengd dubbelspel
| grandslamtoernooien |    |   |  |    |
| Australian Open     | 1R | F |  | –  |
| Roland Garros       | F  | – |  | 1R |
| Wimbledon           | W  | – |  | –  |
| US Open             | W  | – |  | –  |
| statistieken        |    |   |  |    |
| titels per jaar     | 2  | 0 |  | 0  |

## Filmografie
| Jaar      | Titel                               | Rol                          | Notes                                                           |
| --------- | ----------------------------------- | ---------------------------- | --------------------------------------------------------------- |
| 2001      | The Simpsons                        | Zichzelf (stem)              | Episode: "Tennis the Menace"                                    |
| 2002      | My Wife and Kids                    | Miss Wiggins                 | Episode: "Crouching Mother, Hidden Father"                      |
| 2003      | Street Time                         | Meeka Hayes                  | Episode: "Fly Girl"                                             |
| 2004      | Law & Order: Special Victims Unit   | Chloe Spiers                 | Episode: "Brotherhood"                                          |
| 2004      | The Division                        | Jennifer Davis               | Episode: "Lost and Found"                                       |
| 2004      | Hair Show                           | Agent Ross                   |                                                                 |
| 2005      | Higglytown Heroes                   | Snowplow Driver Hero (voice) | Episode: "Higgly Hoedown/Eubie's Turbo Sled"                    |
| 2005      | ER                                  | Alice Watson                 | Episode: "Two Ships "                                           |
| 2005      | All of Us                           | Zichzelf                     | Episode: "Not So Wonderful News"                                |
| 2005      | America's Next Top Model            | Zichzelf                     | Episode: "The Girl with the Worst Photo in History"             |
| 2005–2007 | Punk'd                              | Zichzelf                     | 3 episodes                                                      |
| 2007      | Loonatics Unleashed                 | Queen Athena (stem)          | Episode: "Apocalypso"                                           |
| 2007      | Avatar: The Last Airbender          | Ming (stem)                  | Episode: "The Day of Black Sun: Part 1 – The Invasion"          |
| 2006      | The Bernie Mac Show                 | Zichzelf                     | Episode: "Spinning Wheels"                                      |
| 2008      | The Game                            | Zichzelf                     | Episode: "The List Episode"                                     |
| 2008      | MADtv                               | Zichzelf / Black Racket      | Episode: "Episode 7"                                            |
| 2011      | Keeping Up with the Kardashians     | Zichzelf                     | Episode: "Kim's Fairytale Wedding: A Kardashian Event – Part 2" |
| 2012      | Drop Dead Diva                      | Kelly Stevens                | Episode: "Rigged"                                               |
| 2012      | Venus and Serena                    | Zichzelf                     |                                                                 |
| 2013      | The Legend of Korra                 | Female Sage (stem)           | Episode: "Beginnings, Part 1"                                   |
| 2015      | 7 Days in Hell                      | Zichzelf                     |                                                                 |
| 2015      | Pixels                              | Zichzelf                     | Cameo                                                           |
| 2016      | Lemonade music video                | Zichzelf                     | Cameo in "Sorry"                                                |
| 2016      | Serena: The Other Side of Greatness | Zichzelf                     | Documentaire                                                    |
| 2018      | Ocean's 8                           | Zichzelf                     | Cameo                                                           |
| 2018      | Being Serena                        | Zichzelf                     | Documentaire                                                    |
| 2022      | Glass Onion: A Knives Out Mystery   | Zichzelf                     |                                                                 |

## Persoonlijk
Williams beviel op 1 september 2017 van een dochter, die zij kreeg met internetondernemer Alexis Ohanian, mede-oprichter van Reddit. De twee trouwden op 16 november 2017. Op 15 augustus 2023 kreeg zij een tweede dochter.